# East Deer
East Deer è una township degli Stati Uniti d'America, nella contea di Allegheny nello Stato della Pennsylvania. Secondo il censimento del 2000 la popolazione è di 1.362 abitanti.

## Società

### Evoluzione demografica
La composizione etnica vede una prevalenza della razza bianca (96,84%) seguita da quella afroamericana (1,91%).
| township di East Deer Popolazione |       |
| 2000                              | 1.362 |
| Stima al 01-07-07                 | 1.332 |